# Liste der denkmalgeschützten Objekte in Neustift-Innermanzing
Die Liste der denkmalgeschützten Objekte in Neustift-Innermanzing enthält die 4 denkmalgeschützten, unbeweglichen Objekte der Gemeinde Neustift-Innermanzing im niederösterreichischen Bezirk St. Pölten-Land.

## Denkmäler
| Foto |                 | Denkmal                                                                                        | Standort                                                | Beschreibung | Metadaten |
| ---- | --------------- | ---------------------------------------------------------------------------------------------- | ------------------------------------------------------- | --- | --- |
| ja   | Datei hochladen | Grubholzbachaquädukt HERIS-ID: 111666 Objekt-ID: 129655                                        | Standort KG: Neustift-Innermanzing                      | Die II. Wiener Hochquellenwasserleitung ist eine 183 Kilometer lange Trinkwasser-Versorgungsleitung für die Stadt Wien. Sie wurde auf Betreiben von Karl Lueger errichtet und nach zehnjähriger Bauzeit am 2. Dezember 1910 als II. Kaiser-Franz-Josef-Hochquellenleitung eröffnet. Anmerkung: Das Aquädukt verbindet die Gemeinden Neulengbach und Neustift-Innermanzing.                                                                                           | BDA-Hist.: Q37825892 Status: Bescheid Stand der BDA-Liste: 2025-06-30 Name: Grubholzbachaquädukt GstNr.: 1184/1 Grubholzbachaquädukt |
| ja   | Datei hochladen | Kanalbrücke Grubholz, Einlaufkammer Laabenbachdüker (EK 96) HERIS-ID: 111667 Objekt-ID: 129656 | Standort siehe Beschreibung KG: Neustift-Innermanzing   | Im Gemeindegebiet befinden sich neben dem Grubholzbachaquädukt noch die folgenden Bauwerke der II. Wiener Hochquellenwasserleitung: Kanalbrücke Grubholz (Lage) und die Einlaufkammer Laabenbachdüker (EK 96, Lage) Der Laabenbachdüker verbindet über eine Horizontalentfernung von rund 1650 Metern die Gemeinde Neustift-Innermanzing mit der Gemeinde Altlengbach (AK 97) und unterquert dabei die West Autobahn A1, den Laabenbach und die Ortschaft Leitsberg. | BDA-Hist.: Q37825902 Status: Bescheid Stand der BDA-Liste: 2025-06-30 Name: Kanalbrücke Grubholz, Einlaufkammer Laabenbachdüker (EK 96) GstNr.: 1756/1, 1756/2, 1631, 1632, 1287/1, 1287/2, 1754/1 Hochquellenwasserleitung in Neustift-Innermanzing |
| ja   | Datei hochladen | Kath. Filialkirche hl. Augustin HERIS-ID: 31825 Objekt-ID: 28818                               | Hauptstraße 116 Standort KG: Neustift-Innermanzing      | Die Kirche wurde auf Initiative von August Khary und nach Plänen von Walter Prutscher errichtet. Die Grundsteinlegung erfolgte am 15. Mai 1955. Das Turmkreuz des 40 Meter hohen Turmes und vier Glocken wurden im Herbst 1956 geweiht und die Kirche selbst 1967. | BDA-Hist.: Q37944485 Status: § 2a Stand der BDA-Liste: 2025-06-30 Name: Kath. Filialkirche hl. Augustin GstNr.: 642/3 Kirche Heiliger Augustin, Neustift-Innermanzing                                                                                |
| ja   | Datei hochladen | Ortskapelle Oberkühberg HERIS-ID: 31821 Objekt-ID: 28814                                       | Oberkühbergstraße 11 Standort KG: Neustift-Innermanzing | Die Ortskapelle von Oberkühberg, im 17. Jahrhundert errichtet, verfügt über Rundbogenfenster des späten 19./frühen 20. Jahrhunderts. Zur Ausstattung zählt ein kleiner spätgotischer Altar des späten 18. Jahrhunderts mit Engelsfiguren. | BDA-Hist.: Q37944473 Status: § 2a Stand der BDA-Liste: 2025-06-30 Name: Ortskapelle GstNr.: .40 |